# Gmarket
Gmarket（ジーマーケット）は、韓国のショッピングモールサイトであり、韓国市場ではトップシェアを誇る。運営は電子商取引会社 eBay Korea 社。もともと Gmarket が社名だったが、2009年米eBayが株の過半数を取得、子会社化した。

## 歴史
Gmarketは2000年4月、Interpark Gmarketとして設立されて以降、電子商市場において急成長、2006年6月には米ニューヨーク株式市場NASDAQに上場した。以降、米eBayの買収により子会社となり、eBay Gmarket へ、さらにその後 eBay Korea へと社名を変更した。登録会員数は1800万人(2009年現在)、日本、韓国、シンガポール、その他の地域においてインターネットを媒体とした電子商取引が主業務である。
2007年には、年間取引額3兆2500億ウォン、そして 2008年には4兆ウォン（2010年5月10日基準約3280億円）に達した。2009年4月、米eBay（イーベイ）が1株あたり24ドル、総額12億ドルで買収し、eBayの子会社となった。eBayによる買収と同時にNASDAQ上場は廃止された。2009年度通年決算発表によると、売り上げは3530億円(2010年6月1日の為替基準で換算)、月間純訪問者数は1800万人である。

## 海外への展開
2010年6月、Gmarketの創業者、ク・ヨンベは、GmarketのeBayへの売却後、eBayと51対49の比率で2000万ドルを投じ、シンガポールと日本に現地法人を設立し進出した。日本での現地法人は、「ジオシス合同会社」である。今後は他のアジア地域にも進出する予定だとしていた。2011年4月、インドネシアとマレーシアのサイト開設。2012年7月には中国（上海）および香港のサイトを開設した。
2012年5月より、ジオシスグループ傘下の韓国国外でのブランド名をGmarketからQoo10（キューテン）に変更したが、サービスの内容に大きな変化は無い。
2018年4月に、eBayがジオシスの日本事業（Qoo10日本法人及び日本サイト）のみをM&Aしたことにより、Qoo10日本法人はジオシスグループ傘下からeBay傘下へと変わった。現在は、イーベイジャパン合同会社（eBay Japan G.K.）となっている。

## 不正取引
2010年7月、韓国公正取引委員会はeBay Gmarket社が市場支配的地位を乱用し、取引会社に対して同業他社（11番街）と取引しないよう圧力をかけたとして、1000万ウォンの課徴金を課した。またこの時の調査で、公取委の調査を妨害したとして2億ウォンの過怠金を課した。

## 沿革
- 2000年04月 - Gmarket設立
- 2005年03月 - 海外配送サービス開始
- 2006年06月 - 米ニューヨーク株式市場NASDAQに上場
- 2007年10月 - 日本法人設立
- 2009年04月 - 米eBayの子会社になり、eBay Gmarket へ社名変更
- 2010年05月 - Gmarketの創業者、ク・ヨンベとeBayとの合弁企業を、日本とシンガポールに設立